# 大鼓方
大鼓方（おおつづみ がた、おおかわ がた）は、能楽囃子や歌舞伎鳴物において大鼓を担当する専門の職掌。またその職にある人。能楽にあっては大小物の場合、囃子全体のリズムをリードする重要な役目を担う。大鼓の項参照。

## 解説
大鼓は本来小鼓の連調から生まれた楽器であり、もとは一座の鼓方のうち上位の者が小鼓を打ち、下位の者が大鼓をあしらった。そのため能楽の大鼓方では、小鼓方から分かれた流儀が多く、手を合わせやすいよう譜が工夫されている。大鼓は能楽の職掌のうちでももっとも役者数の不足に悩んでおり、催能の増加傾向と相俟って後継者養成が急務となっている。
歌舞伎ではもっぱら長唄曲の鳴物として活用され、特に松羽目物・能取物において重要な役割を担う（そのほか下座で用いることもある）。鳴物小鼓は連調することが一般的だが、大鼓は必ず一人で奏する。奏法、譜としては能楽囃子と大差なく、江戸時代にはご法度とされたが、現在では歌舞伎鳴物の大鼓方が能楽囃子の大鼓方に師事している例も少なくない。

## 流派
- 能楽 - 大倉流・葛野流・石井流・高安流・観世流
- 歌舞伎鳴物 - はっきりとした家元制度があるわけではないが、田中傳左衛門の名跡を中心に鼓方全体で一定のまとまりを見せている。